# حكومة الأقلية
حكومة الأقلية (بالإنجليزية: Minority government)‏، أو مجلس الأقلية، أو برلمان الأقلية، هي مجلس مشكل في النظام البرلماني عندما لا يحصل حزب سياسي أو ائتلاف من الأحزاب على أكثرية المقاعد الكلية في البرلمان. وتؤدي القسم الدستوري لتولي السلطة، بدعم أو دون دعم رسمي من الأحزاب الأخرى، ليمكن تشكيل حكومة. في ظل حكومة كهذه، يمكن تمرير القوانين فقط بوجود دعم كاف من سائر أعضاء الهيئة التشريعية لتحقيق الأكثرية، ما يشجع تعدد الأحزاب. في البرلمانات ذات المجلسين التشريعيين، يرتبط المصطلح بالمجلس الذي تُعَد ثقته الأكثر حسمًا لاستمرارية الحكومة (غالبًا مجلس النواب).
تميل حكومة الأقلية إلى أن تكون أقل استقرارًا من حكومة الأكثرية، لأنهم حتى إن كان بإمكانهم الاتحاد من أجل تحقيق هدف معين، فإن سائر أعضاء البرلمان يمكنهم تحقيق أكثرية عددية للتصويت ضد تشريع القوانين، أو حتى إسقاط الحكومة بالتصويت على سحب الثقة.

## الائتلافات والتحالفات
للتعامل مع الحالات في الأنظمة البرلمانية حيث لا توجد أكثرية واضحة لدعم وجود الحكومة، يستطيع حزبان أو أكثر تأسيس حكومة ائتلاف رسمية، بقيادة أكثرية واضحة من أعضاء البرلمان، ويستطيع حزب أن ينضم إلى تحالفات أقل رسمية أو اتفاقات مع الأحزاب الأخرى، أو المستقلين، للسماح لحكومة الأقلية بالبقاء في السلطة.
من الحالات الشائعة (القفز فوق الأكثرية)، إذ يبقى المجلس ما دام يستطيع التفاوض على دعم الأكثرية البرلمانية، رغم أن هذه الأكثرية قد يختلف تكوينها بين قضية وأخرى أو بين مشروع قانون وآخر. أحيانًا يجيز المجلس التشريعي لمجلس الأقلية الاستمرار في منصبه رغم عدم فوزه في التصويت، وتستطيع حكومة الأقلية أيضًا إجراء تصويت على الثقة أو تهدد بالاستقالة، ويجب على المجلس التشريعي حينها التصويت ضده.
البديل المتاح لذلك هو تحالف الأحزاب الأضعف، كما حدث في السويد، إذ تولى الديمقراطيون الاشتراكيون الحكم مدةً طويلة، مع دعم شبه رسمي من الأحزاب الأخرى، وكذلك الزراعيون في منتصف القرن العشرين، والشيوعيون عام 1968، وحديثًا الخضر والشيوعيون السابقون، وبهذا استطاعوا الاحتفاظ بالسلطتين التنفيذية والتشريعية. 
حدث هذا أيضًا في كندا، إذ نتج عن 9 انتخابات بين عامي 1921 و2005 حكومات أقلية فيدرالية فعالة. تستطيع الأحزاب التعاون لتأسيس ائتلاف رسمي، لكنها تعمل استنادًا إلى اتفاق حر عوضًا عن ذلك.
أحيانًا يمكن تشكيل اتفاقية ثقة وإمداد. وهو ميثاق أكثر رسمية لكنه ما زال أقل رسميةً من تشكيل حكومة ائتلافية. في إقليم أونتاريو الكندي، شكل الحزب الليبرالي حكومة أقلية بين عامي 1985 و1987 استنادًا إلى اتفاق رسمي مع الحزب الديمقراطي الجديد، وهو ما لم يكن تحالفًا رسميًا، لأن الحزب الديمقراطي الجديد ظل حزبًا معارضًا ولم يُمثل في الحكومة، لهذا لم يحصل الليبراليون على أكثرية المقاعد. كان المحافظون التقدميون أكبر حزب منفرد بـ52 مقعدًا، في حين حصل الليبراليون على 48 مقعدًا، والحزب الديمقراطي الجديد على 25 مقعدًا.
أما في نيوزلندا فقد تشكلت الحكومة من ائتلاف حزبي العمال والتقدميين، وعقد حزبي اتحاد المستقبل و(نيوزلندا أولًا) اتفاقًا لدعم الحكومة في مسائل الثقة، في حين امتنع حزب الخضر.

### نظام التعددية البسيطة
في أغلب الدول العاملة بنظام وستمنستر، تختار كل دائرة انتخابية عضوًا واحدًا للبرلمان بواسطة التصويت التعددي البسيط. يدعم هذا النظام زيادة عدد المقاعد التي تحصل عليها الأحزاب الكبيرة ويقلل عدد مقاعد الأحزاب الأصغر، وهو ما يُعرف في العلوم السياسية بقانون دوفيغير، وبهذا فإن حكومة الأقلية غير اعتيادية أو نادرة نسبيًا، ويعد مؤيدو هذا النظام أن ذلك أحد منافعه. يستطيع الحزب الذي يحقق أقل من 40% من الأصوات الشعبية الحصول على أكثرية المقاعد، مثل الانتخابات العامة في المملكة المتحدة سنة 2005، إذ فاز حزب العمال الحاكم بأكثرية من 66 مقعدًا في مجلس العموم البريطاني، بنسبة 35.2% فقط من الأصوات الشعبية. وإذا كان دعم بعض الأحزاب متمركزًا إقليميًا، فإن قانون دوفيغير ينطبق منفصلًا لكل إقليم أو منطقة، وبهذا يستحيل على أي حزب أن يسيطر بفعالية كافية في كل منطقة حتى يحصل على أكثرية المقاعد. مثل ما حدث في الانتخابات الفيدرالية الكندية أعوام 2004 و2006 و2008، إذ لم يحصل أي حزب على الأكثرية بسبب هيمنة الكتلة الكيبيكية في مقاطعة كيبيك.
أما في أنظمة وستمنستر، في حالات الأقلية، يكون لدى الحكومة الحالية الفرصة الأولى لمحاولة الفوز بثقة المجلس، حتى وإن كان شاغلو المناصب لديهم مقاعد أقل. يشغل رئيس الوزراء الحالي منصبه طوال فترة الوثيقة الرسمية التالية للانتخابات، لكن إذا لم يستطع تشكيل حكومة تحوز على ثقة المجلس، فمن المتوقع أن يستقيل من اللجنة طوعًا، ولا يتوقع أن يقبل ممثلو السلطة سحب الثقة إلا أن يتصرف رئيس الوزراء بخرق خطير للبروتوكول الدستوري. عادةً ما تستقيل الحكومة الحالية التي تخسر أغلبيتها في المجلس، خصوصًا إذا كان حزب المعارضة الرئيسي ينقصه مقاعد قليلة للحصول على الأكثرية، أو إذا شعر أنه لا يملك فرصة الفوز بتأييد عدد كاف من الأحزاب الصغيرة للفوز بالتصويت الأولي على الثقة.
ومع ذلك، فقد أدت الممارسة الشائعة الآن أن الحزب الذي يحصل على أكبر عدد من المقاعد يشكل الحكومة إلى اعتقاد خاطئٍ واسع النطاق بين الناخبين بوجود اتفاق يشكل بموجبه الحزب صاحب العدد الأكبر من المقاعد الحكومة. في الواقع، فإن السبب الأهم لهذه الممارسة هو أن الحزب الذي يحصل على عدد أكبر من المقاعد يستطيع الحصول على الثقة فترةً أطول ما دامت الأحزاب الأصغر تمتنع عن التصويت على الثقة، في حين أن الحزب في مجلس النواب يحتاج على الأقل إلى حزب آخر للتصويت معه في جميع الأوقات (بافتراض أن الحزب الأكبر سوف يصوت بسحب الثقة، وهو ما يحدث دائمًا تقريبًا عندما يحرمون من فرصة الحكم). وهذا يعني في معظم الحالات أن الحزب صاحب العدد الأكبر من المقاعد لديه الفرصة الأفضل والطريق الأقل تعقيدًا للفوز في تصويت الثقة، بصرف النظر عن وضعه السياسي. في كندا، في 4 من آخر 5 مناسبات، فقد الحزب الحاكم التعددية دون أن يفوز حزب آخر بالأكثرية، وذلك في أعوام 1957 و1963 و1979 و2006، إذ استقالت الحكومة الحالية بدلًا من محاولة البقاء في السلطة.
أيًا كان الحزب الذي يشكل الحكومة، فيجب أن يشكل تحالفًا مع حزب أو أكثر من الأحزاب الأخرى، أو أن يحصل على دعم الأحزاب الأخرى أو المستقلين لتجنب اقتراحات سحب الثقة، التي تؤدي غالبًا إلى أن تكون حكومة الأقلية قصيرة العمر أو تسقط قبل انتهاء فترة ولايتها.      